# Volta a Cataluña 1920
La Volta a Cataluña 1920 fue la cuarta edición de la Volta a Cataluña. Se disputó en 4 etapas del 24 al 26 de septiembre de 1920. El vencedor final fue el francés José Pelletier, por delante del también francés José Nat y del español Jaime Janer. Pelletier se convertía de esta manera en el primer ciclista extranjero en ganar la Volta a Cataluña. Dominó la carrera desde el primer momento, ganando todas las etapas a excepción de la última donde ganó su compañero Nat.
Los ciclistas se quejaron de la cuantía de los premios a repartir y así lo expresaron en los medios de comunicación de la época. Finalmente son 35 los ciclistas inscritos en esta edición.

## Etapas
| Etapa   | Fecha            | Ciudades de etapa     | km     | Vencedor de la etapa | Líder de la general |
| ------- | ---------------- | --------------------- | ------ | -------------------- | ------------------- |
| 1.ª (A) | 24 de septiembre | Barcelona - Olot      | 157 km | José Pelletier       | José Pelletier      |
| 1.ª (B) | 24 de septiembre | Olot - Tona           | 83 km  | José Pelletier       | José Pelletier      |
| 2.ª     | 25 de septiembre | Tona - Lérida         | 181 km | José Pelletier       | José Pelletier      |
| 3.ª (A) | 26 de septiembre | Lérida - Tarragona    | 91 km  | José Pelletier       | José Pelletier      |
| 3.ª (B) | 26 de septiembre | Tarragona - Barcelona | 95 km  | José Nat             | José Pelletier      |

### Etapa 1 A
24-09-1920: Barcelona - Olot. 157,0 km
| Resultados de la 1a etapa A \| \| Ciclista \| Tiempo \| \| - \| -------------- \| ---------- \| \| 1 \| José Pelletier \| 6h 36' 57" \| \| 2 \| José Nat \| + 05' 24" \| \| 3 \| José Saura \| + 09' 23" \| |                |            |
| | Ciclista       | Tiempo     |
| 1 | José Pelletier | 6h 36' 57" |
| 2 | José Nat       | + 05' 24"  |
| 3 | José Saura     | + 09' 23"  |

### Etapa 1 B
24-09-1920: Olot - Tona. 83,0 km
|   | Ciclista       | Tiempo     |
| - | -------------- | ---------- |
| 1 | José Pelletier | 3h 18' 26" |
| 2 | Jaime Janer    | + 04' 06"  |
| 3 | José Saura     | m. t.      |

|   | Ciclista       |
| - | -------------- |
| 1 | José Pelletier |
| 2 | José Saura     |
| 3 | José Nat       |

### 2.ª etapa
25-09-1920: Tona - Lérida. 181,0 km
|   | Corredor       | Tiempo     |
| - | -------------- | ---------- |
| 1 | José Pelletier | 7h 15' 00" |
| 2 | José Nat       | m. t.      |
| 3 | Jaime Janer    | + 38' 09"  |

|   | Ciclista       |
| - | -------------- |
| 1 | José Pelletier |
| 2 | José Nat       |
| 3 | Jaime Janer    |

### 3.ª etapa A
25-09-1920: Lérida - Tarragona. 91,0 km
| Resultados de la 3ª etapa A \| \| Ciclista \| Tiempo \| \| - \| -------------- \| ---------- \| \| 1 \| José Pelletier \| 3h 33' 48" \| \| 2 \| José Nat \| m. t. \| \| 3 \| Jaime Janer \| + 01' 58" \| |                |            |
| | Ciclista       | Tiempo     |
| 1 | José Pelletier | 3h 33' 48" |
| 2 | José Nat       | m. t.      |
| 3 | Jaime Janer    | + 01' 58"  |

### Etapa 3 B
25-09-1920: Tarragona - Barcelona. 95,0 km
|   | Ciclista       | Temps      |
| - | -------------- | ---------- |
| 1 | José Nat       | 3h 11' 15" |
| 2 | José Pelletier | m. t.      |
| 3 | Jaime Janer    | + 03' 54"  |

|   | Ciclista       |
| - | -------------- |
| 1 | José Pelletier |
| 2 | José Nat       |
| 3 | Jaime Janer    |

## Clasificación General
|    | Ciclista          | Tiempo      |
| -- | ----------------- | ----------- |
|    | José Pelletier    | 23h 55' 16  |
| 2  | José Nat          | + 20' 12    |
| 3  | Jaime Janer       | + 1h 09' 14 |
| 4  | Marcelino Llopis  | + 1h 45' 11 |
| 5  | Guillermo Antón   | + 2h 30' 51 |
| 6  | Bienvenido Torres | + 3h 12' 12 |
| 7  | Jaume Martí       | + 3h 13' 06 |
| 8  | Luis Torres       | + 5h 01' 05 |
| 9  | Conrado Escardó   | + 5h 19' 08 |
| 10 | Manuel Alegre     | + 5h 27' 25 |